# Molophilus morosus
Molophilus morosus är en tvåvingeart som beskrevs av Alexander 1923. Molophilus morosus ingår i släktet Molophilus och familjen småharkrankar. Inga underarter finns listade i Catalogue of Life.